# Middleton Quernhow
Middleton Quernhow is een civil parish in het bestuurlijke gebied Harrogate, in het Engelse graafschap North Yorkshire. In 2001 telde het civil parish 56 inwoners.